# 毛尖金髮蘚
毛尖金髮蘚（学名：Polytrichum piliferum）为土馬騣科金髮蘚屬下的一个种。